# Himantoglossum robertianum
Himantoglossum robertianum är en orkidéart som först beskrevs av Jean Loiseleur-Deslongchamps, och fick sitt nu gällande namn av Pierre Delforge. Himantoglossum robertianum ingår i släktet Himantoglossum och familjen orkidéer. Inga underarter finns listade i Catalogue of Life.

## Bildgalleri

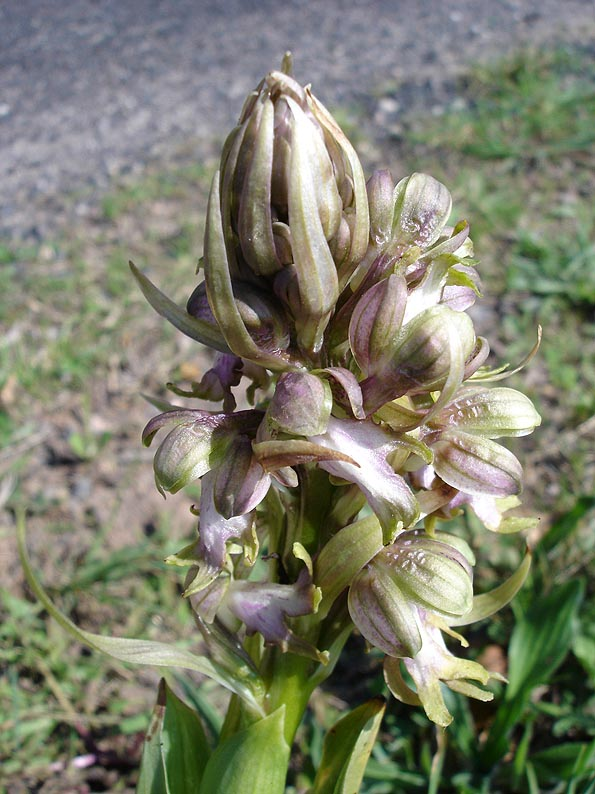
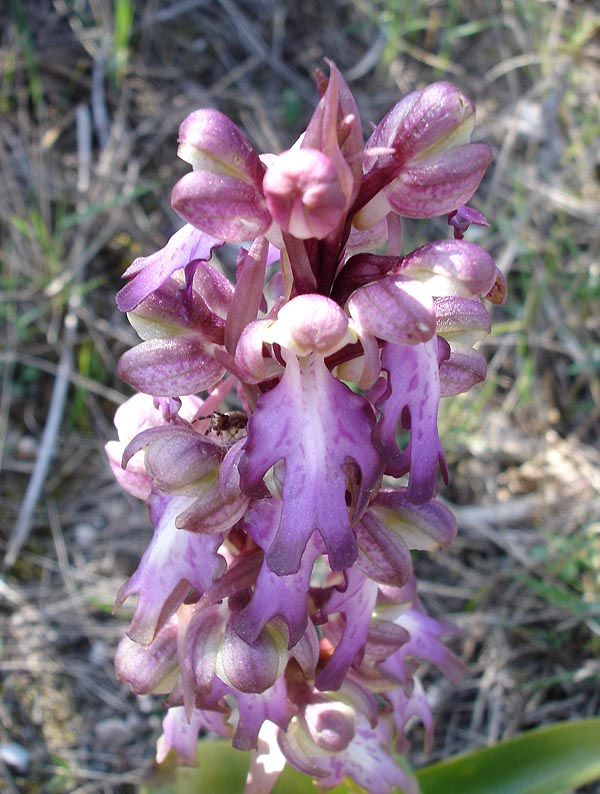
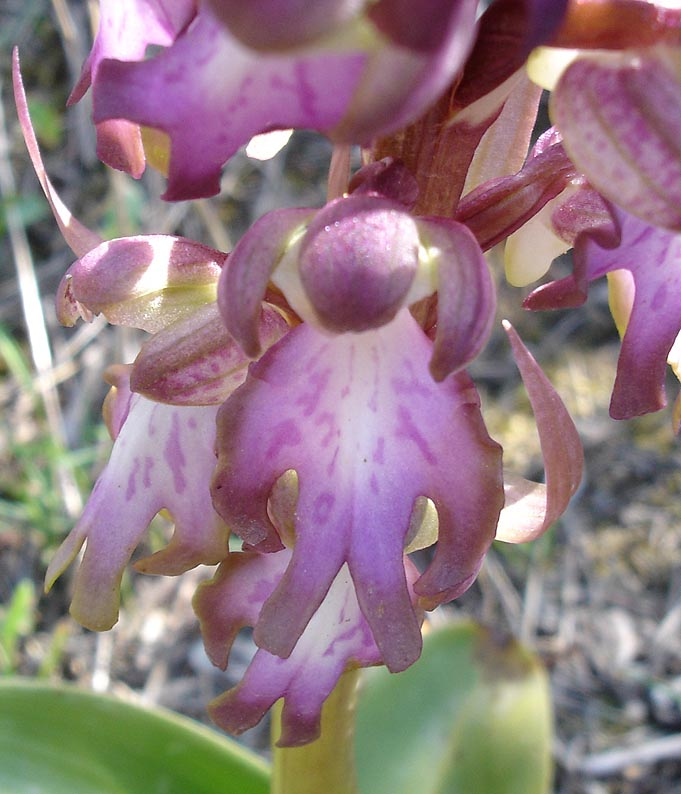
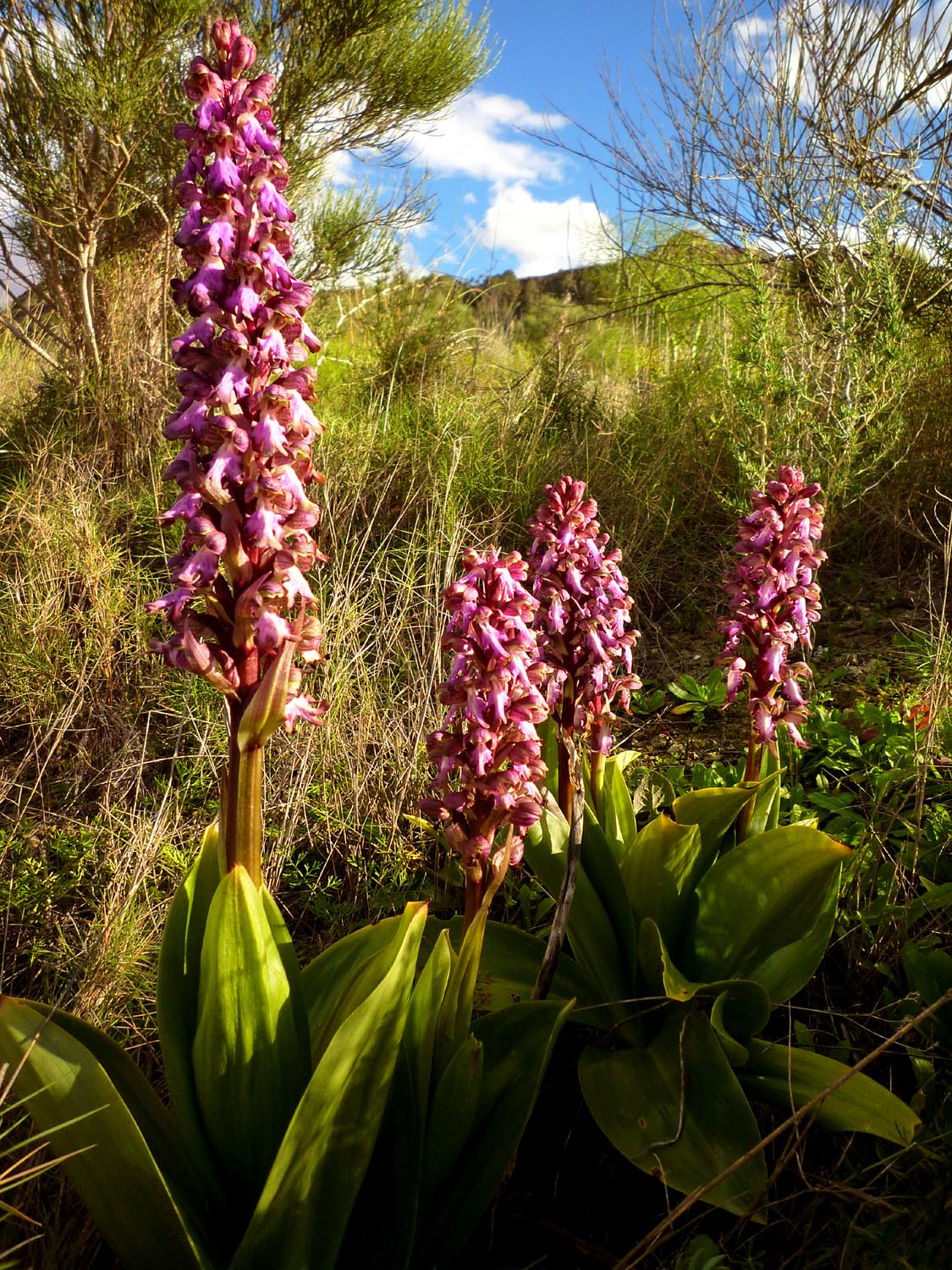
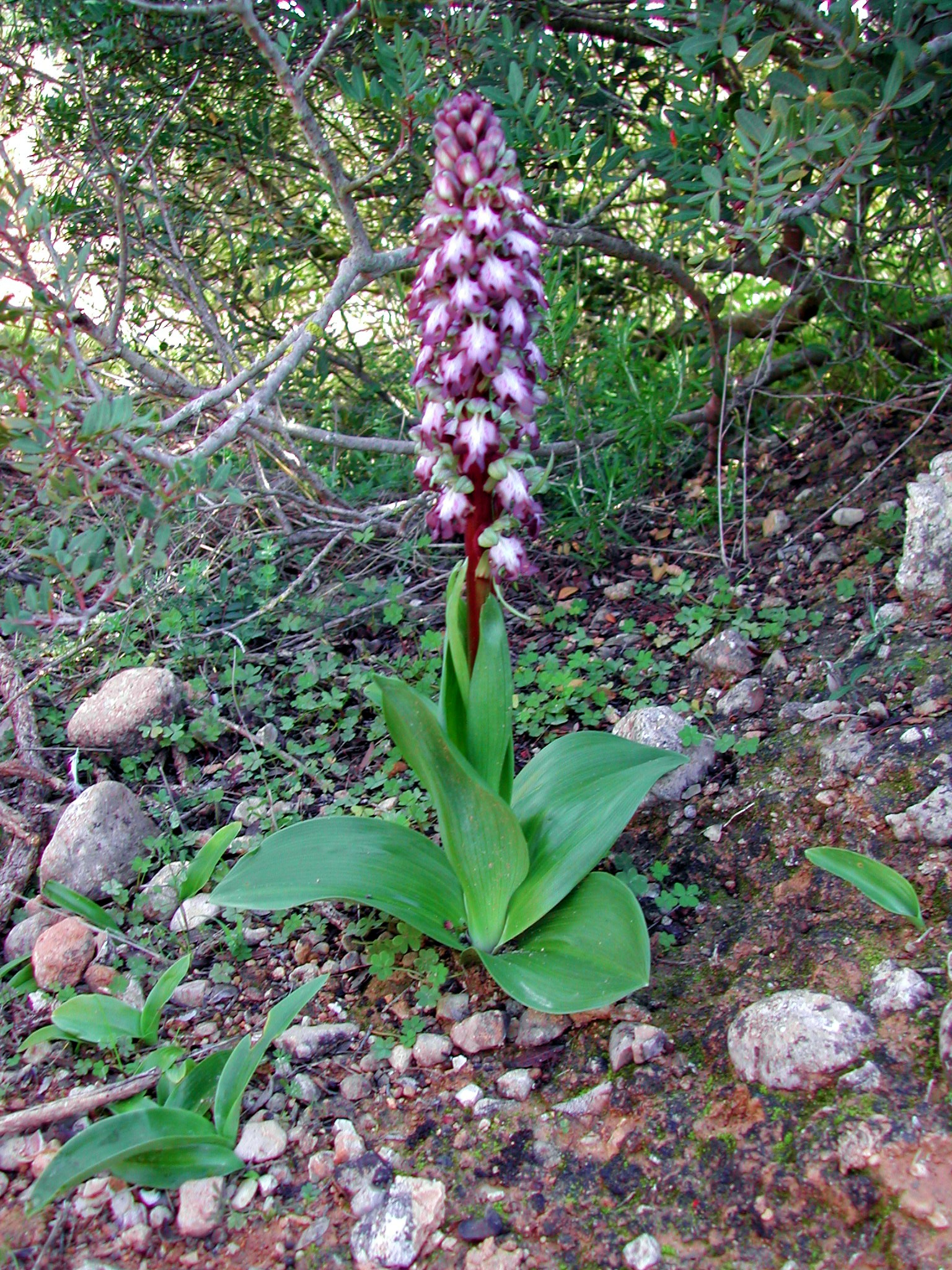
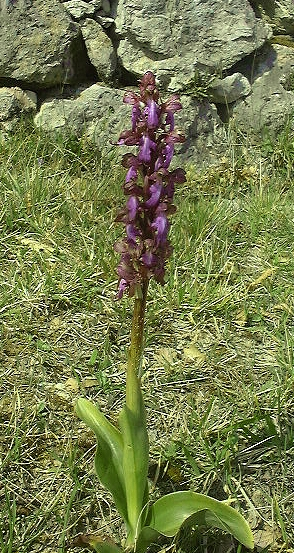